# Cromwell Tower
La Cromwell Tower est une tour résidentielle faisant partie du Barbican Estate, dans la City, à Londres.
La tour mesure 123 m de haut et comporte 42 étages. Elle fut construite en 1973.